# David Hatchwell Altaras
David Hatchwell Altaras (Madrid, 1968) és un empresari espanyol, president de la Fundació Hispanojueva i del consell d'administració d'Excem.
Nascut a Madrid el 1968, és fill de l'empresari jueu sefardita Mauricio Hatchwell Toledano. Persona de confiança igual que el seu pare del magnat Sheldon Adelson, va exercir d'amfitrió i va representar a aquest a Espanya quan Adelson va pensar en erigir al país el projecte de macrocomplex de casinos d'Eurovegas. És president de la Fundació Hispanojueva, creada el 2016 «amb l'objectiu de divulgar, fomentar i promocionar la cultura jueva, en totes les seves facetes i expressions». El 2017 va impulsar una socimi, «Excem Sociedad de Inversión Residencial».

## Posicions
Es va mostrar crític amb la posició del Govern d'Espanya després de l'atac israelià a la flotilla de Gaza de 2010, identificant Hatchwell a Espanya el desenvolupament d'un suposat esforç «concertat» de l'«Iran, Hamas i Hezbollah» per denegar a Israel «el dret a existir». També va criticar durament a la Federació Espanyola de Gais Transsexuals i Bisexuals per excloure de la celebració de l'Orgull de Madrid a una delegació de gais provinent d'Israel. Va considerar al antic ministre espanyol d'Afers Exteriors José Manuel García-Margallo com un «veritable antisionista».
El 2019 va mostrar el seu suport a Vox.